# 425 pr. n. št.

## Rojstva
- Artakserks III., perzijski kralj in faraon Egipta († 338 pr. n. št.)

## Smrti
- Džao Vušu, 7. vodja klana Džao (* 475 pr. n. št.)